# Seimeni (Constanța)
Pour les articles homonymes, voir Seimeni.
Seimeni est une commune du județ de Constanța en Roumanie.